# 아소 끌어내리기

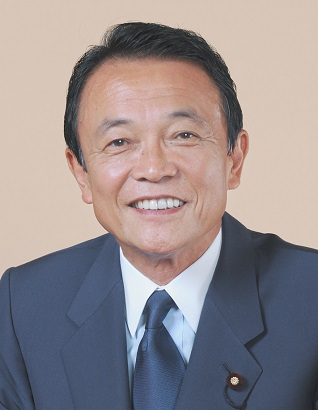
아소 다로

아소 끌어내리기(麻生おろし)는 일본 자유민주당 일부 세력과 민주당을 비롯한 야당들이 일본의 내각총리대신이던 아소 다로의 퇴진을 주장한 사건이다.

## 배경
고이즈미 준이치로의 장기 집권이 끝나고 총리대신이 된 아베 신조와 후쿠다 야스오가 차례차례 1년 남짓한 임기를 끝내고 물러나는 상황이 이어졌다. 위기에 빠진 자민당은 다가올 중의원 의원 선거에서 승리하기 위해 당시 인기가 있던 아소를 후쿠다의 후임 총재로 선출했다. 따라서 본래라면 아소가 총리총재가 된 후 즉시 의회를 해산해 선거가 진행될 예정이었다. 하지만 아소는 2007~2008년 세계 금융 위기에 대응하기 위해 국회 해산에 의한 정치적 공백을 원치 않아 국회 해산을 미뤘다.
문제는 자민당의 장기 집권에 대해 국민들이 상당한 염증을 느끼고 있었으며 후쿠다가 물러나고 아소가 취임한 것도 높은 지지율을 바탕으로 의석 상실을 최소화하는 데 목적이 있었다. 따라서 아소가 높은 지지율을 유지할 수 있는 임기 초반에 국회를 해산해야 했지만 아소는 이를 포기해 버렸던 것이다. 자민당 내 비주류파는 아소를 전면에 내세워 선거에서 승리할 수 있는 시기는 이미 지났다며 도각 운동을 전개했다. 니시마쓰 건설 사건으로 민주당이 역풍을 맞고 아소 내각의 지지율이 반짝 상승했지만 민주당이 대표를 오자와 이치로에서 하토야마 이치로로 교체하고 나고야시장 선거 등 6개 선거에서 연이어 승리하면서 아소 내각에 다시 위기가 찾아왔다.
이 와중에 아소는 "나는 일본의 우정민영화에 반대했다"라고 발언해 비판을 초래했다. 고이즈미 내각 당시 우정민영화를 담당하던 사람이 총무대신이던 아소 본인이었기 때문이다. 비판에 직면한 아소는 "처음엔 반대했다는 의미였다"라고 해명했지만 고이즈미가 추진한 개혁을 계승하는 위치에 있던 아소의 이미지에 악영향을 미쳤다. 이때 일본우정 사장 니시카와 요시후미의 연임 문제가 터졌다. 니시카와가 우정민영화의 상징적인 인물이었는데 그의 연임을 하토야마 구니오 총무대신이 반대했기 때문이었다. 아소는 총무대신이 적절히 판단할 거라 생각한다며 하토야마를 옹호했고 우정민영화에 반대했던 내각부 특명담당대신 노다 세이코도 마찬가지 태도를 보였다.
하지만 우정 선거로 불리는 제44회 일본 중의원 의원 총선거에서 얻은 과반수 의석을 기반으로 성립한 내각이 국회를 해산하지도 않고 민의인 우정민영화에 역행하는 조치를 취하는 것은 심각한 정치적 후폭풍을 몰고 왔다. 그때까지 침묵을 지키던 전 총리대신 고이즈미도 "기막힐 정도를 넘어서 웃음이 나온다"라고 비판했다. 결국 아소는 니시카와의 연임을 승인하고 하토야마를 경질해야 했는데 이미 내각 지지율은 심상치 않은 상태였다. 개조 내각을 꾸려야 한다는 주장이 나오는가 하면 다른 쪽에선 개혁 노선을 수정해야 한다는 주장이 나오는 등 아소 내각은 갖은 비판에 시달렸고 내각은 방향성을 완전히 상실해 버렸다. 그럴수록 내각의 지지율은 계속 바닥을 쳤고 자민당 내에서는 아소가 퇴진해야 한다는 얘기가 공공연하게 흘러나왔다.
또한 자민당의 지방선거 연패가 계속되는 와중에 야마모토 다쿠가 양원의원총회를 개최해 총재 선거를 앞당기자고 주장했다. 중의원 임기 만료가 얼마 남지 않았으니 그 전에 총재를 바꿔야 한다는 얘기였다.
2009년 7월 12일 도쿄도의회 의원 선거에서 민주당은 의석을 20석이나 늘렸지만 자민당은 10석을 상실했다. 더 이상 중의원 의원 선거를 미룰 수 없었던 아소는 결국 다음 날인 13일 자민당 집행부와의 합의를 거쳐 중의원을 21일에 해산한 뒤 8월 30일에 총선을 하기로 했다.
14일 중의원에서 내각불신임안이 제출됐다. 아소의 퇴진을 주장하던 자민당 내 세력이 어떤 반응을 보일지 주목을 받았지만 후쿠다와 나카가와 쇼이치가 각각 외유와 건강 문제를 이유로 불참했을 뿐 모든 자민당 의원이 참석해 전원 찬성표를 던져 불신임안이 통과됐다. 이후 아소 반대파들은 양원의원총회를 열어 총재 선거를 앞당겨야 한다고 다시 주장했다. 다케베 쓰토무는 "아소 총리는 덕이 없다"라고 비판했고 나카가와 히데나오는 "명예로운 결단을 내리길 바란다"며 아소의 퇴진을 촉구했다.
당칙에 의하면 양원의원총회를 개최하기 위해선 자민당 소속 의원 384명 중 128명의 동의가 필요했기에 아소 반대파는 128명의 서명을 얻기 위해 분투했다. 하지만 자유민주당 집행부는 양원의원총회가 열리면 지방선거에서 6연패를 한 아소 총리를 규탄하는 상황이 연출될 것이라며 총재 선거를 앞당기는 것에 반대했다. 16일 아소 반대파는 133명의 서명을 모으는 데 성공했지만 아소의 해명을 들어보기 위한 장소를 마련해야 한다는 등 서명한 사람들이 모두 아소를 끌어내리는 데 동참해서 서명한 것은 아니었다.
결과적으로 17일 낮 자유민주당 간사장 호소다 히로유키가 양원의원총회를 개최하지 않고 대신 나흘 뒤 오전 11시부터 양원의원간담회를 열겠다고 발표했다. 이로써 아소 끌어내리기는 실패로 끝났다. 간담회는 당초 비공개로 열릴 예정이었지만 아소가 "개최가 확정되면 도망치지도 숨지도 않겠다고 말해 왔다. 정면에서 얘기하여 다른 분들의 말씀을 듣겠다"라며 공개로 진행할 것을 희망했다. 같은 날 양원 의원운영위원회는 21일 오후 국회 해산을 위한 본회의 개회를 야당과 합의했다.
21일 중의원을 해산한다는 각의결정이 정식으로 내려졌다. 이후 간담회에 참여한 아소는 자신의 발언으로 당의 지지율을 깎아버린 것을 사과했다. 간담회 이후 아소에 대한 비판이 이어졌는데 29일 이부키 분메이가 "실언을 하거나 한자를 잘못 읽는 바보 같은 사람이 당직이나 대신직을 맡아서는 안 된다"라고 주장했다. 특별국회 총리 지명 때도 마찬가지 상황이 이어져서 9월 1일 호소다가 아소를 지지할 것을 호소했지만 자유민주당 총무회는 이에 반대했으며 헤이세이 연구회장 쓰시마 유지는 "차기 총리의 이름으로 '아소 씨'를 쓰는 일만큼은 절대로 없었으면 좋겠다. 또한 백지로 제출하지도 말았으면 한다"라고 강조했다.
예정대로 8월 30일 진행된 제45회 일본 중의원 의원 총선거에서 자민당은 119석이라는 창당 이래 최악의 패배를 경험해야 했고 민주당에 밀려 정권도 내놓아야 했다. 자민당이 창당 이후 정권을 잃은 건 두 번째지만 1993년에는 원내 1당의 지위를 유지하면서 야당 연립 정권에 밀려난 것이었기에 순수하게 야당의 단독 집권을 허용한 건 이번이 처음이었다. 그리고 이에 대한 책임으로 아소는 9월 16일 총재직을 사임했다.

## 참고 문헌
- 고토 겐지 (2014). 《幻滅の政権交代》. ドキュメント 平成政治史 第3巻 第1刷판. 이와나미 쇼텐. ISBN 978-4000281690.

## 같이 보기
- 아소 내각
- 제45회 일본 중의원 의원 총선거